# Antonia López González
Antonia López González (Guareña, Badajoz, 1967) és una metgessa, Medalla d'Extremadura (2002), i investigadora de malalties tropicals, especialment de la malaltia de Jorge Lobo o lobomicosis. És també una cooperant, responsable i fundadora de l'ONG Comitè Ipiranga d'atenció primària de malalts a la regió de l'Amazones, a Brasil i recerca de les malalties tropicals. L'equip de metges i sanitaris atén els pacients dins d'un vaixell-hospital que es desplaça pel riu Purus, a l'Amazones, per poder accedir als poblats.
Antonia López ha estat directora de la revista Leucèmia de la Facultat de Medicina de la Universitat d'Extremadura (1987-1990) i ponent de nombrosos seminaris i congressos internacionals sobre malalties tropicals.
La seva dedicació a la labor humanitària, el seu compromís social, la seva visió científica i la seva recerca l'han portat a publicar un llibre sobre malalties dermatológiques tropicals oblidades, de rang endèmic a la regió amazónica. Aquest llibre està servint com a guia per a agents de salut de la regió, sent actualment una referència internacional.
És conferenciant habitual en congressos, seminaris i reunions sobre malalties tropicals en fòrums nacionals i internacionals. Va ser Presidenta de la Candidatura al Parlament Europeu de l'Agrupació d'estudiants de medicina de l'Estat Español l'any 1987.
A part de la Medalla d'Extremadura de 2002, ha rebut altres reconeixements honorífics com el Premi Cooperação i solidariade de AFA-Prelazia-Brasil-2002, el Premi de cooperació internacional Drets Humans d'Extremadura-2007, el Premi de cooperació Enclave-92 USINA COSMOPOLIS-Brasil, el Premio Cultures 2001 Comitè Extremeny contra el racisme, la xenofòbia i la intolerància. o la Medalla d'or del Col·legi de Metges de Badajoz, 2014